# 空はまるで
『空はまるで』（そらはまるで）は、日本のポップ・ロックバンドMONKEY MAJIKの2007年7月25日に発売した通算4枚目のオリジナルアルバム。

## 概要
- 前作『thank you.』から1年2ヶ月ぶりにリリースされた通算4枚目のオリジナルアルバム。メジャーレーベルからのリリースとしては2枚目のアルバムである。
- 初回盤のみ、ボーナストラックとして「Around The World＋GO! 空」と「ガンダーラ」を収録。
- 今作は「未来」について歌った曲が多い[1]。
- アルバムタイトルについて、メンバー曰く、「単純に今回は前回のアルバムよりも幅が広がったかなっていうイメージがあって。そういう意味でもボーダレスな雰囲気が合うかなと思って選んだ。」[2]「実は『ボーダレス』っていう一言」[3]。
- アルバムジャケットは馬だが、特に深い理由はない[1]。

## 収録曲
1. 空はまるで
  - 作詞:Maynard、Blaise、tax / 作曲:Maynard、Blaise

  - ヨコハマタイヤイメージソングとして2007年1月よりオンエアされていた楽曲。
  - 2007年7月11日付のUSENの総合チャートとリクエストチャートで1位を獲得した。発売前の楽曲が同チャート1位となるのは史上初。
  - J-WAVEのTOKIO HOT 100では、アルバム発売後の2007年8月5日付と12日付の2週に渡ってNo.1を獲得し、USENとラジオではヒットした時期に時差が見られた。
2. No Snow In December
  - 作詞:Maynard、Blaise / 作曲:Maynard、Blaise

  - 2006年冬、仙台では雪が一度も降らなかったから、この環境問題について歌を作った[4]。
3. 光朝
  - 作詞:Maynard、Blaise、tax / 作曲:Maynard、Blaise
4. Picture Perfect
  - 作詞:Maynard、Blaise、tax、VERBAL / 作曲:Maynard、Blaise

  - 4thシングル。m-floとのコラボレーション楽曲。m-floの5thアルバム『COSMICOLOR』には「Picture Perfect Love」のタイトルでドラムンベース風の別アレンジが収録されている。
5. 卒業、そして未来へ。
  - 作詞:Maynard、Blaise、tax、SEAMO / 作曲:Maynard、Blaise、SEAMO

  - 5thシングル。SEAMOとのコラボレーション楽曲。
6. Change
  - 作詞:Maynard、Blaise / 作曲:Maynard、Blaise

  - 6thシングル。吉田兄弟とのコラボレーション楽曲。アルバムヴァージョンはシングルではカットされていたイントロの三味線ソロがある、やや長いヴァージョン（ビデオクリップに使用されているものと同じ）。ビデオクリップは「狐に化かされる」というテーマ。
7. フタリ
  - 作詞:Maynard、Blaise、tax / 作曲:Maynard、Blaise

  - 3rdシングル。自分の大切な人を書いたの曲。初となる全日本語詞の楽曲。
8. LONG SHOT PENNY
  - 作詞:Maynard、Blaise / 作曲:Maynard、Blaise
9. Pretty People -Japanese ver.-
  - 作詞:Maynard、Blaise、tax / 作曲:Maynard、Blaise

  - 元々「Picture Perfect」のカップリングだった全編英語曲だが、サビのみ日本語にしたヴァージョンが7thシングル「MONKEY MAJIK×MONKEY MAGIC」に収録（ビデオクリップも存在）、そのままアルバムにも採録された。
10. 願
  - 作詞:Maynard、Blaise、tax / 作曲:Maynard、Blaise
11. スマイル
  - 作詞:Maynard、Blaise / 作曲:Maynard、Blaise
12. MAYBE
  - 作詞:Maynard、Blaise / 作曲:Maynard、Blaise
13. I Miss You
  - 作詞:Maynard、Blaise / 作曲:Maynard、Blaise

  - 恋が始まりな二人に、「友達以上恋人未満」の状態を描写の切ないラブソング。
14. Around The World＋GO! 空（ボーナス・トラック／初回盤のみ収録）
  - 作詞:Maynard、Blaise、tax / 作曲:Maynard、Blaise

  - 2ndシングル「Around The World」の新バージョンで、映画に主演の香取慎吾が孫悟空の声で参加した。
15. ガンダーラ（ボーナス・トラック／初回盤のみ収録）
  - 作詞:山上路夫、奈良橋陽子 / 作曲:タケカワユキヒデ

  - ゴダイゴの同名曲のカバー。7thシングル「MONKEY MAJIK×MONKEY MAGIC」に収録されている「movie ver」と比べるとややアップテンポになっている。

## 演奏
- 渡辺イチロウ：Additional Piano (#7.13)
- m-flo：Featuring (#4)
- SEAMO：Featuring (#5)
- 吉田兄弟：Featuring (#6)
- Go! 空：Featuring (#14)

## タイアップ
| 曲名                          | タイアップ                                                                                 |
| 空はまるで                    | ヨコハマタイヤ「DNA」イメージソング                                                        |
| 空はまるで                    | 読売テレビ「鳥人間コンテスト2007」イメージソング                                           |
| 空はまるで                    | 毎日放送「痛快!明石家電視台」オープニングテーマ（トランペットによる演奏）                  |
| 空はまるで                    | 日本コカ・コーラ「Happy Music サマーキャンペーン」2009年度タイアップソング（東北地区限定） |
| 空はまるで                    | NHK BS1/NHK教育「奇跡のレッスン」                                                          |
| No Snow In December           | 東北楽天ゴールデンイーグルス「彼らのすべて篇」主催試合告知用CMソング                       |
| 光朝                          | 東北楽天ゴールデンイーグルス「ボールパークに連れてって!!篇」主催試合告知用CM曲             |
| 光朝                          | 日本航空「夏休み家族のスマイルキャンペーン」CMソング                                       |
| 光朝                          | 朝日放送「おはようコールABC」後半パートオープニングテーマ                                  |
| 光朝                          | 台湾マツダ 「Mazda 3」CMソング（台湾地区限定）                                             |
| 卒業、そして未来へ。          | 安比高原2007年夏CMソング                                                                   |
| Change                        | Honda Carsハッピーフェア「夏Honda」CMソング（東北地区限定）                                |
| フタリ                        | 松竹配給映画「夜のピクニック」主題歌                                                       |
| Pretty People -Japanese ver.- | ありがとう! お台場10周年 ザ 冒険王2007テーマソング                                         |
| Pretty People -Japanese ver.- | ムラサキスポーツCMソング                                                                   |
| 願                            | 安比高原スキー場2007年度CMソング                                                           |
| Around The World＋GO! 空      | 東宝配給映画「西遊記」主題歌                                                               |
| ガンダーラ                    | 東宝配給映画「西遊記」挿入歌                                                               |